# Drassyllus
Drassyllus là một chi nhện trong họ Gnaphosidae.

## Hình ảnh

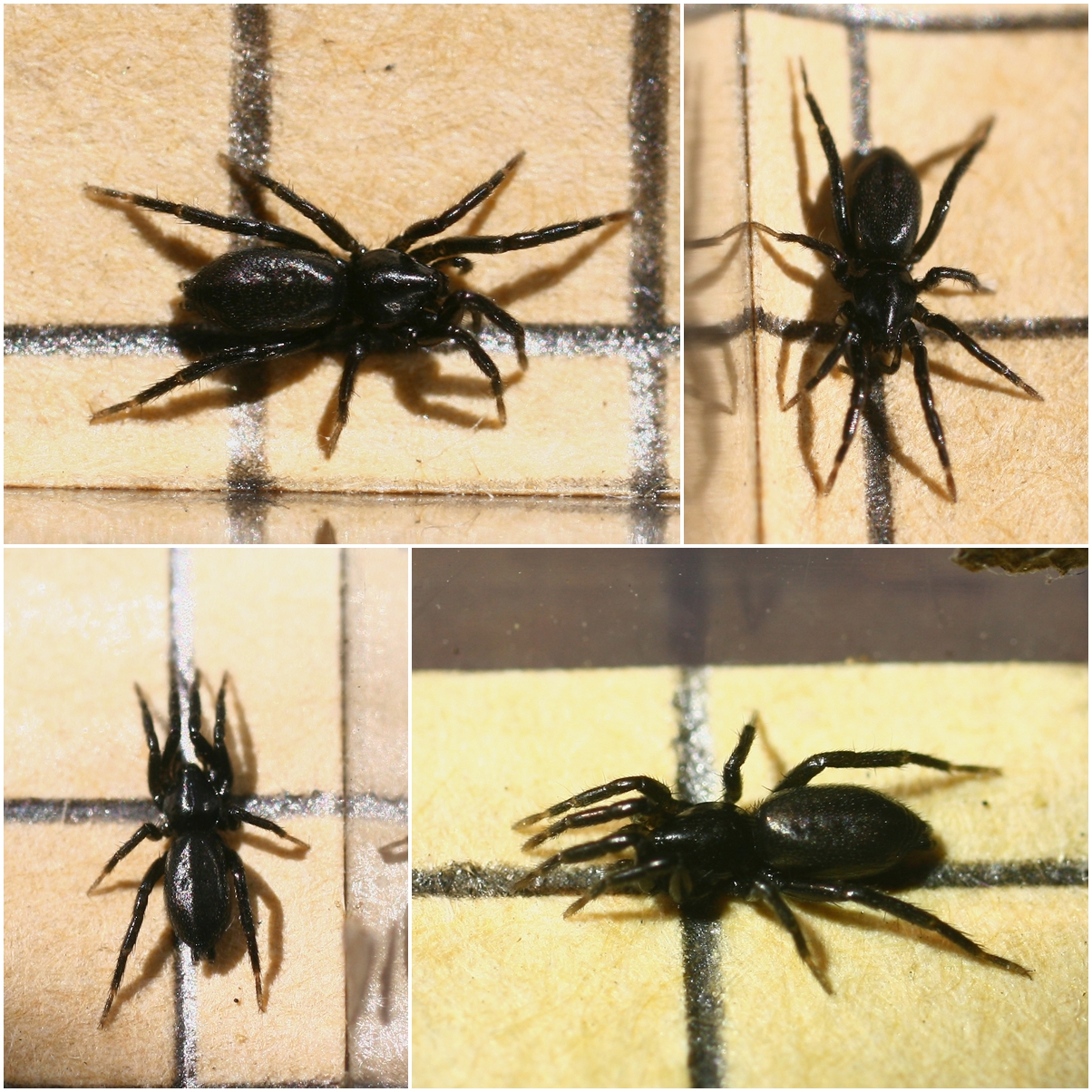